# Lill-Skåltjärnen, Jämtland
Lill-Skåltjärnen är en sjö i Bergs kommun i Jämtland och ingår i Ljungans huvudavrinningsområde.